# БТР-60
БТР-60 је први Совјетски оклопни транспортер са четири осовине. Развијен је касних 1950-их као замена за БТР-152 и први пут је показан у јавности 1961.
Возило покрећу два бензинска мотора постављена у задњи део. Такође поседује потпуне амфибијске могућности и у води га покреће један пропелер.

## Историјат употребе
БТР-60 уведен је у употребу у Црвеној армији и још преко 30 држава. БТР-60 је коришћен у сукобима Сирије и Израела 1971, у рату између Индије и Пакистана, Совјетској окупацији Авганистана као и у Чеченским и Југословенским ратовима.

## Верзије
- БТР-60П - Прва верзија са отвореним делом за трупе.
  - БТР-60Пу - Командно возило са платненим кровом и комуникационом опремом. Нема куполу и наоружање.
    - БТР-60ПуM, БТР-60ПуM1
    - БТР-60Пу-12 (1972), БТР-60Пу-12M - Командна возила ПВО, иду заједно са системима ЗСУ-23-4, Стрела-1М или Стрела-10М.
- БТР-60ПА (1963) - Ова верзија је потпуно оклопљена.
  - БТР-60 1В18, БТР-60 1В19 - Командно и извиђачко возило артиљерије, базирано на БТР-60ПA.
- БТР-60ПАИ (1965) - Прва верзија са купастом куполом на врху возила са монтираним митраљезом 14,5 mm.
  - БТР-60ПБ (1966) - Унапређен систем за митраљез 14,5 mm. 
    - БТР-60ПБK - Верзија за команду четом са три надограђена радија.
    - БТР-60ПЗ (1972) - Верзија са куполом сличном као код БТР-70 уведена у употребу у малом броју.
    - БТР-60 Р-156,БТР-60 Р-975M1 - Возило за контролу ваздуха базирано на возилу БТР-60ПБ.
- БТР-60 Р-145 „Чајка“, БТР-60 Р-145БM - Командно возило.
- МТП-2 (1975) - Оклопно возило за извлачење
- МТР-2

## Корисници
- AFG - 300
- АЛЖ - 530
- ANG - 100
- AZE - 25
- BLR - 188[1]
- Бугарска - 120 (618)
- ВИЈ - 400
- ГАН - 6
- ЕГИ - 250
- ЕРИ - 10
- ЕТИ - 80
- ZAM - 13
- IND - 817
- ИРА - 300 БТР-50 и БТР-60
- ИРК - 500
- ЈЕМ - 500
- КАМ - 210
- КОН - 30
- КУБ - 400
- KEN - 3
- LAO - 70
- ЛБЈ - 750
- ЛИТ - 14
- МОЛ - 12
- МОН - 300
- МАР - 45+
- МЕК - 100
- МОЗ - 150
- НИК - 64
- НИГ - 64
- ПЕР - 12
- Русија - 2.000
- СИР - 600
- Србија - 6
- Северна Кореја - 1.000
- TKM - 829 БТР-60, БТР-70 и БТР-80
- Турска - 302
- UKR - 176[2]
- УЗБ - 24
- ФИН - 120 (до 2006. када су повучени)
- ЏИБ - 12

## Повезани садржаји

### Именовано следовање
БТР-50 - БТР-60 - БТР-70 - БТР-80 - БТР-90